# Der Esel

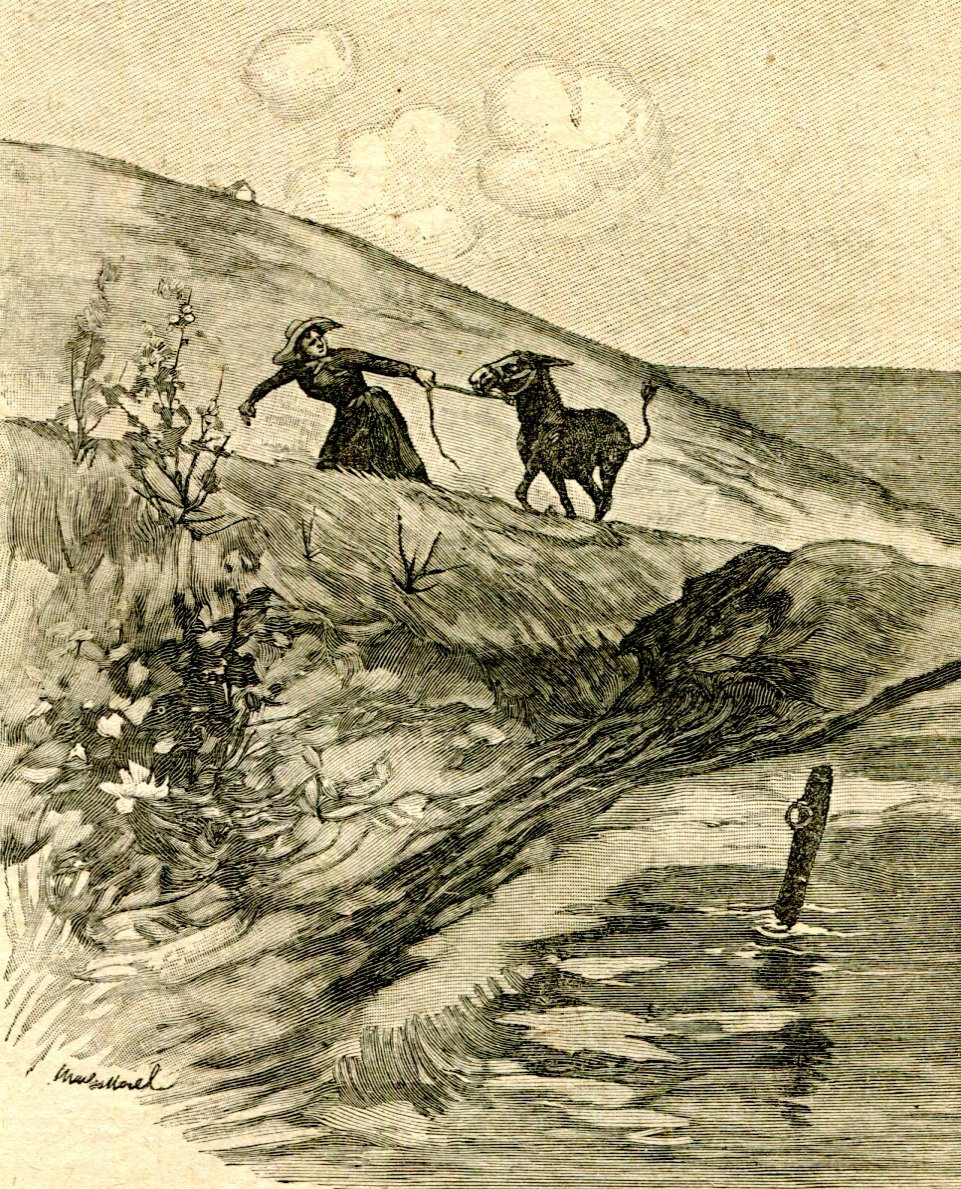
Die Bäuerin kommt mit dem Esel

Der Esel (französisch L’âne) ist eine Novelle von Guy de Maupassant. Sie erschien erstmals am 15. Juli 1883 in Le Gaulois unter dem Titel französisch Le Bon Jour ‚Der Gute Tag‘.

## Handlung
Die beiden Matrosen Mailloche und Labouisse, die nur in Notzeiten zur See fuhren, vertrieben sich ihre Zeit ansonsten mit Wilddieberei, Fischerei oder dem Sammeln von Treibgut. Teilweise bereicherten sie sich auch, indem sie Ertrunkenen die Taschen leerten, oder sie stahlen das Eigentum Anderer und verkauften es an Dritte. Sie waren oft in der Nacht unterwegs und kamen an diesem, noch nebligen Morgen mit ihrem Kahn den Fluss hinunter und legten am Ufer an, um die Beute der Nacht zu verstecken. Anschließend wollten sie Kaninchen jagen. Nachdem sie zwei Kaninchen erlegt hatten, ruderten sie etwas weiter, machten ihr Boot fest und schliefen eine Weile. Als sie erwachten, sahen sie eine Bäuerin, die einen Esel hinter sich her zog. Sie sprachen sie an und sie sagte, sie wolle den Esel schlachten lassen, da er nichts tauge. Für 100 Sou kauften die Wilderer ihr das Tier ab. Sie machten sich nun einen Spaß daraus, den Esel zu quälen, und schossen mehrfach auf ihn, um ihn langsam zu töten. Der Protest der Bäuerin hielt sie nicht davon ab. Sie versteckten den Kadaver im Ufergebüsch, schliefen bis zum Einbruch der Nacht und gingen in ein Wirtshaus. Dort erzählten sie dem Wirt, sie hätten am Flussufer etwas geschossen, die Beute aber nicht holen können, weil plötzlich Forstleute aufgetaucht seien. Sie wüssten nicht, was es sei; es könne sich um ein Reh oder einen Hirsch handeln. Der Wirt kaufte nach einigem Verhandeln die Beute unbesehen für 20 Franc.
Die Geschichte ist Louis Le Poittevin (1847–1909) gewidmet, einem Cousin des Autors.

## Ausgaben (Auswahl)
- L’Âne. In: Miss Harriet (recueil) (= Œuvres complètes de Guy de Maupassant. Band 10). Louis Conard, Paris 1908, S. 183–199 (französisch, Volltext [Wikisource]).
- Der Esel (= Heckners bunte Reihe. Heft 14), Heckners Verlag, Wolfenbüttel 1928 (in Einheitskurzschrift).
- Der Esel. In: Guy de Maupassant – Gesammelte Werke: Romane und Geschichten. Null Papier Verlag, Neuss 2020, ISBN 978-3-96281-769-5, (books.google.de – Leseprobe).